# Gerda van der Kade-Koudijs
Gerda Johanna Marie van der Kade-Koudijs (Rotterdam, 29 oktober 1923 – Almelo, 19 maart 2015) was een Nederlandse atlete. Ze was succesvol op de sprint, de horden en bij het verspringen in de periode rond de Tweede Wereldoorlog.

## Biografie

### In de schaduw van Fanny Blankers-Koen
Op grond van haar prestaties kan de Rotterdamse atlete geschaard worden onder de atletes van wereldklasse. Haar prestaties leverde ze in de schaduw van de successen van Fanny Blankers-Koen, de Vliegende huisvrouw uit Hoofddorp. Illustratief is bijvoorbeeld, dat Gerda van der Kade-Koudijs in 1944 op de 100 yards met 11,0 s slechts twee tiende en op de 80 m horden met 11,4 slechts één tiende boven het wereldrecord bleef. Beide wereldrecords waren in handen van de Hoofddorpse.

### Tweemaal goud op EK 1946
Haar eerste grote internationale overwinning behaalde Van der Kade-Koudijs in 1946 toen zij in Oslo, tijdens het eerste Europees kampioenschap na de Tweede Wereldoorlog, Europees kampioene verspringen werd. Op de 100 m eindigde ze als zesde. Een tweede gouden medaille veroverde ze in Oslo als lid van de 4 x 100 m vrouwenestafetteploeg, tezamen met Fanny Blankers-Koen, Martha Adema en Nettie Witziers-Timmer. De tijd van het viertal, 47,8, was een nationaal record.

### Olympisch estafettekampioene
Haar grootste succes was het olympisch goud dat zij in 1948 tijdens de Spelen van Londen won met de 4 x 100 m estafetteploeg. Net als in Oslo maakte naast Gerda van der Kade-Koudijs ook Fanny Blankers-Koen en Nettie Witziers-Timmer deel uit van die ploeg, die dit keer werd gecompleteerd door Xenia Stad-de Jong als startloopster. Ze miste tijdens die Spelen bij het verspringen de bronzen medaille met een halve centimeter. De euforie die na de Spelen in Nederland ontstond, was overigens vrijwel geheel gericht op Fanny Blankers-Koen. De andere Nederlandse atleten deelden nauwelijks in de belangstelling. Van der Kade-Koudijs zou daar later over zeggen: 'Wij deelden natuurlijk in de vreugde, maar toch meer als decor.'

### Drie wereldrecords
Gerda van der Kade-Koudijs was driemaal lid van een estafetteteam dat een wereldrecord verbeterde. Bij nationale kampioenschappen veroverde zij in totaal negentien medailles, waarvan er 'maar' drie goudgekleurd waren. Wat eens te meer de overheersing van Fanny Blankers-Koen in haar tijdperk illustreert. In haar actieve tijd was Van der Kade-Koudijs aangesloten bij het Rotterdamse Victoria en PAC. 

### Einde atletiekloopbaan en daarna
Van der Kade-Koudijs zette in 1953 een punt achter haar atletiekloopbaan na de geboorte van haar tweede dochter en verhuisde met haar man en kinderen naar Drachten. Ze was werkzaam als lerares lichamelijke opvoeding en ook nog vele jaren zeer nauw bij de atletiek betrokken, onder andere als trainster. In 1963 was zij medeoprichtster van AV Impala in Drachten. Ze overleed in 2015 op 91-jarige leeftijd.

## Kampioenschappen

### Internationale kampioenschappen
| Onderdeel   | Titel               | Jaar |
| ----------- | ------------------- | ---- |
| verspringen | Europees kampioene  | 1946 |
| 4 x 100 m   | olympisch kampioene | 1948 |
|             | Europees kampioene  | 1946 |

### Nederlandse kampioenschappen
| Onderdeel   | Jaar       |
| ----------- | ---------- |
| 200 m       | 1942, 1943 |
| verspringen | 1943       |

## Persoonlijke records
| Onderdeel    | Prestatie | Datum             | Plaats    |
| ------------ | --------- | ----------------- | --------- |
| 100 m        | 12,0 s    | 29 mei 1949       | Enschede  |
| 200 m        | 25,2 s    | 7 juni 1942       | Rotterdam |
| 80 m horden  | 11,4 s    | 1946              |           |
| verspringen  | 5,76 m    | 21 september 1947 | Rotterdam |
| hoogspringen | 1,50 m    | 1949              |           |

## Onderscheidingen
- Unie-erekruis in goud van de KNAU - 1956

1928: Rosenfeld, Smith, Bell, Cook ·
1932: Carew, Furtsch, Rogers, Von Bremen ·
1936: Bland, Rogers, Robinson, Stephens ·
1948: Stad-de Jong, Witziers-Timmer, van der Kade-Koudijs, Blankers-Koen ·
1952: Faggs, Jones, Moreau, Hardy ·
1956: Strickland, Croker, Mellor, Cuthbert ·
1960: Hudson, Williams, Jones, Rudolph ·
1964: Ciepły, Kirszenstein, Górecka, Kłobukowska ·
1968: Ferrell, Bailes, Netter, Tyus ·
1972: Krause, Mickler-Becker, Richter, Rosendahl ·
1976: Oelsner, Stecher, Bodendorf, Eckert ·
1980: Müller, Wöckel, Auerswald, Göhr ·
1984: Brown, Bolden, Cheeseborough, Ashford ·
1988: Brown, Echols, Griffith-Joyner, Ashford ·
1992: Ashford, Jones, Guidry, Torrence ·
1996: Devers, Miller, Gaines, Torrence ·
2000: Fynes, Sturrup, Davis, Ferguson ·
2004: Lawrence, Simpson, Bailey, Campbell ·
2008: Borlée, Mariën, Ouédraogo, Gevaert ·
2012: Madison, Felix, Knight, Jeter ·
2016: Madison, Felix, Gardner, Bowie ·
2020: Williams, Thompson-Herah, Fraser-Pryce, Jackson ·
2024: Jefferson, Terry, Thomas, Richardson